# Vicolo dei Lavandai
Il vicolo dei Lavandai è un vicolo sito a Milano nel quartiere Navigli, al n. 14 di Alzaia Naviglio Grande.

## Denominazione
Il vicolo prende il nome da un lavatoio pubblico, rimasto tuttora in gran parte intatto, in uso dall’Ottocento fino agli anni ’50 del Novecento per lavare indumenti e biancheria. Originariamente era chiamato “Vicol de Bugandee” (da “bugada”, bucato) e ha preso l’attuale denominazione (che di fatto ha lo stesso significato di quella originaria) solo successivamente.
Il nome “lavandai” è dato dal fatto che ad occuparsi del lavaggio, in origine, erano alcuni addetti di sesso maschile, organizzati nella Confraternita Lavandai di Milano sin dal XVIII secolo. Il santo patrono della confraternita è Sant’Antonio da Padova, a cui è dedicato un altare nella vicina chiesa di Santa Maria delle Grazie al Naviglio.

## Storia
La Confraternita dei Lavandai si occupava soprattutto di lavare la biancheria delle famiglie abbienti, che la raccoglievano in gerle che venivano poi ritirate e trasportate a spalla nel vicolo. I lavandai si inginocchiavano su uno dei “brellin” di legno posti in fila sotto la tettoia e, dopo aver sciacquato i panni nel ruscelletto (“el fossett”), alimentato dalle acque del Naviglio Grande, li strofinavano sugli stalli di pietra tuttora presenti. Già durante la seconda guerra mondiale i lavoratori della confraternita vennero sostituiti dalle donne, che portavano lì i propri panni da lavare. 
Il materiale usato per il lavaggio, in assenza dei moderni detersivi, era dei più vari: dal “palton”, una pasta composta da cenere, soda e sapone fino ad impasti a base di letame vaccino e liscivia. In assenza di questi materiali, però, si versava semplicemente acqua bollente mischiata con cenere su di un panno chiamato “ceneracciolo”. 
Alla fine di una delle due estremità del vicolo vi è una piazzetta in “sciostra” (brecciolina) che, quando i Navigli assolvevano ancora alla propria funzione originaria di rotta commerciale, era il luogo di scarico delle merci portate con i barconi fino alla Darsena. In un cortile adiacente al vicolo è ancora visibile una centrifuga dell’inizio del secolo XX, utilizzata per asciugare i panni. 
Il vicolo ospitava anche un’antica drogheria che vendeva sapone, candeggina, spazzole e altri strumenti da bucato. I locali che furono della bottega sono attualmente occupati da un ristorante. La struttura principale è ancora in stato di ottima conservazione.

## Il vicolo in letteratura
Il poeta Luigi Cazzetta ha dedicato al vicolo il componimento “Vicol di Lavandèe”, che ha vinto il premio Carlo Porta nel 1964.
Georges Simenon, celebre autore dell’ispettore Maigret, verso la fine degli anni ’50 andò a Milano per cercare spunti per un nuovo romanzo. Girovagando per osterie, stradine dimenticate e scorci della vecchia Milano, venne immortalato dal fotografo Emilio Ronchini proprio in vicolo dei Lavandai. Il servizio uscì sul numero 378 del periodico Epoca, in edicola il 27 dicembre 1957.

## Trasporti
Vicolo dei Lavandai è raggiungibile dalla stazione Porta Genova FS della metropolitana M2, nonché dalla stazione ferroviaria di Milano Porta Genova e dai tram 2, 9, 10.